# Husum-Ballum
Husum-Ballum – miasto w Danii, w regionie Dania Południowa, w gminie Tønder.